# Regnes germànics

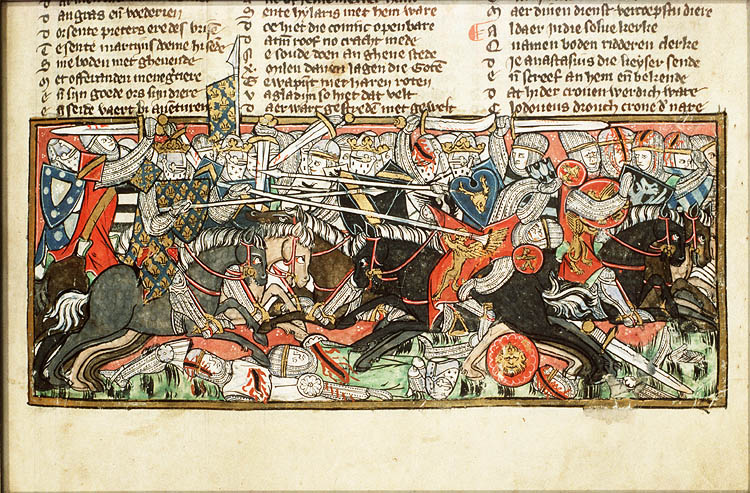
Batalla de Vouillé (507), entre francs i visigots, representada en un manuscrit del.

Els regnes germànics van ser els estats, que es van establir a partir de finals del segle iv fins ben mitjans de l'edat mitjana, per pobles de parla germànica procedents d'Europa del Nord i de l'Est. Les seves institucions polítiques peculiars, en concret l'assemblea de guerrers lliures (thing) i la figura del rei (en protogermànic kuningaz, que dona a anglo-saxó cyning, en anglès king, en alemany König i en les llengües nòrdiques kung o kongo), van rebre la influència de les tradicions institucionals de l'imperi i el món grecoromà, i es van anar adaptant a les circumstàncies del seu assentament en els nous territoris.
No hi ha connexió entre els moderns estats nació i aquests regnes, el concepte de l'estat-nació va sorgir en la pau de Westfàlia de 1648.
La seva economia era una economia monetària i de mercat.

## Els diferents regnes
Les invasions bàrbares des del segle iii havien demostrat la permeabilitat del limes romà a Europa, fixat al Rin i al Danubi. La divisió de l'Imperi en Orient i Occident, i la fortalesa més gran de l'Imperi d'Orient, va determinar que fos únicament a la meitat occidental on es va produir l'assentament d'aquests pobles i la seva institucionalització política com a regnes.
Van ser els visigots, primer com a Regne de Tolosa i després com a Regne de Toledo, els primers a efectuar aquesta institucionalització, valent-se de la seva condició de federats, amb l'obtenció d'un foedus amb l'imperi, que els va encarregar la pacificació de les províncies de la Gàl·lia i d'Hispània; el control estava perdut a la pràctica després de les invasions de 410 per sueus, vàndals i alans. D'aquests, només els sueus van aconseguir l'assentament definitiu en una població: el Regne dels sueus. Mentrestant, els vàndals es van establir al nord d'Àfrica i les illes de la Mediterrània Occidental, tot i que van ser eliminats al segle següent pels romans d'Orient durant la gran expansió territorial de Justinià I (campanyes dels generals Belisari, de 533 al 544, i Narses, fins al 554). Simultàniament, els ostrogots van aconseguir instal·lar-se a Itàlia expulsant els hèruls que, al seu torn, havien fet fora de Roma l'últim emperador d'Occident. El Regne ostrogot va desaparèixer també davant la pressió romana d'Orient de Justinià I.
Un segon grup de pobles germànics s'instal·la a Europa Occidental al segle vi, d'entre els quals destaca el Regne franc de Clodoveu I i els seus successors merovingis, que desplaça els visigots de les Gàl·lies, forçant-los a traslladar el seu capital de Tolosa a Toledo. També van derrotar burgundis i alamans, absorbint els seus regnes. Una mica més tard, els llombards s'estableixen a Itàlia (568-9), però seran derrotats a finals del segle viii pels mateixos francs, que reinstauraren l'imperi amb Carlemany (any 800).
A la Gran Bretanya s'instal·laren els angles, saxons i juts, que crearen una sèrie de regnes rivals, unificats finalment pels danesos (un poble nòrdic) i que, més endavant, s'anomenarien regne d'Anglaterra.

### Gots

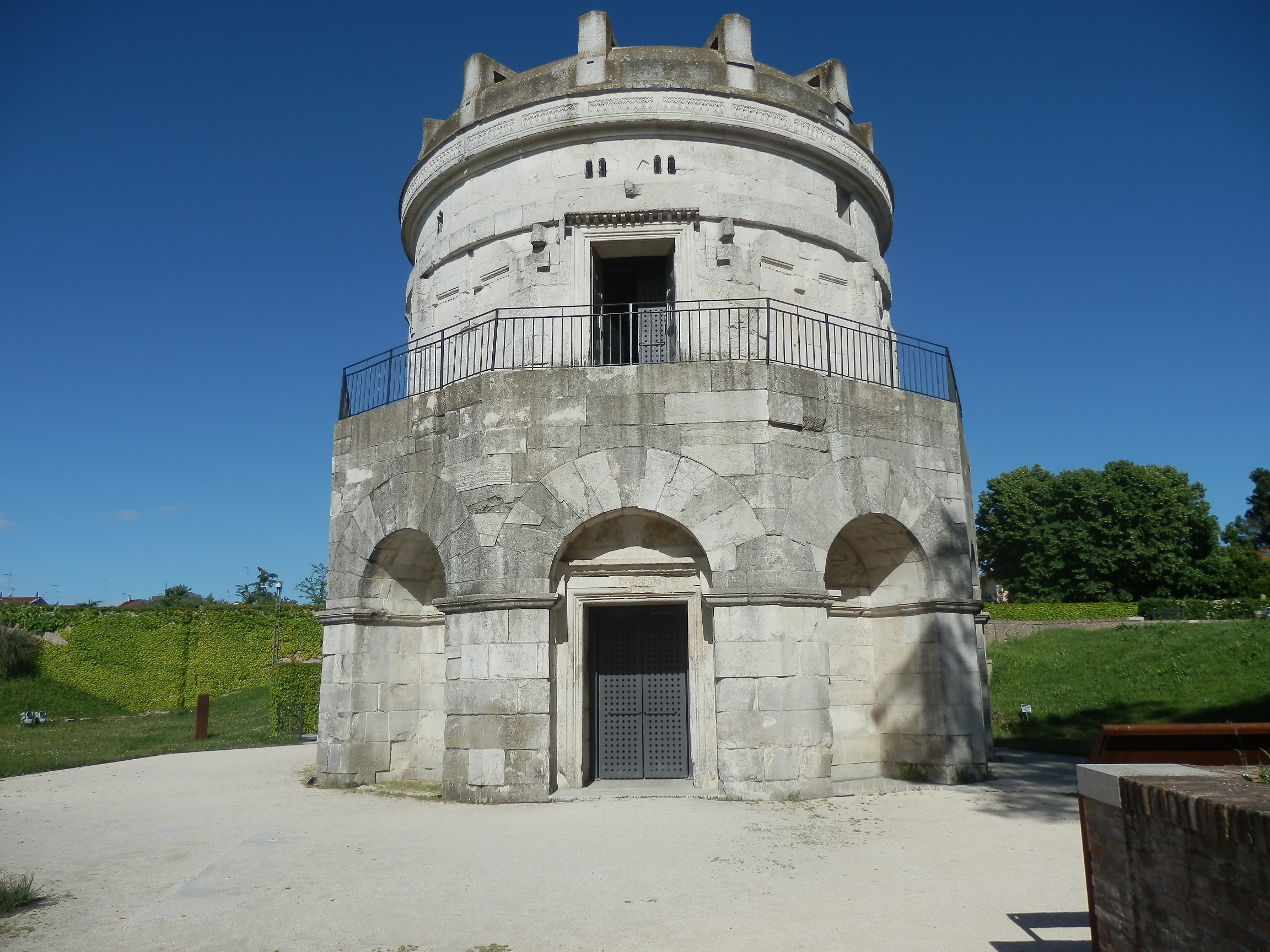
El Mausoleu de Teodoric a Ravenna, l'única relíquia significativa de l'arquitectura dels gots.

Els gots tenien una forta organització dinàstica que els va permetre adquirir una capacitat de xoc i una penetració més gran que les altres tribus germàniques de l'època, van envair Dàcia i s'hi van assentar, tot i haver estat derrotats el 214 per l'emperador Caracal·la.
El contacte amb l'Imperi Romà aviat va introduir certa civilització en les tribus gòtiques, sobretot en les orientals (ostrogots). Molts dels seus membres van decidir integrar-se en les legions imperials com a voluntaris.
No obstant això, la pressió hostil en els confins de l'imperi es va fer cada vegada més fort per obra dels visigots, sent una de les seves causes l'explosiu augment poblacional dels bàrbars i el simultani ocàs de la capacitat militar de l'imperi. Cap a l'any 247, els visigots van completar l'ocupació i conquesta de Dàcia, van vèncer i assassinar l'emperador Deci en la batalla d'Abritus. Al mateix temps van començar amb la invasió dels Balcans cap a Bizanci, d'una banda, i la d'Itàlia i Pannònia, de l'altra.
Contra ells van lluitar els emperadors Claudi II el Gòtic i Luci Domici Aurelià, aconseguint contenir les seves invasions, i durant gairebé dos segles van retardar la seva empenta cap a Occident. Més endavant es van aliar amb Flavi Claudi Constantí i es van convertir al cristianisme per obra del bisbe Úlfila, que va traduir la Bíblia a la seva llengua.
Les guerres entaulades entre els emperadors romans i els governants gots al llarg de gairebé un segle van devastar la regió dels Balcans i els territoris del nord-est del Mediterrani. Altres tribus es van unir als gots i sota el gran rei Hermenric van establir al segle iv (350), un regne que s'estenia des del mar Bàltic fins al mar Negre, tenint com a súbdits a eslaus, ugrofinesos i iranians.

#### Regne visigot
El 401, el rei visigot Alaric I va marxar contra Itàlia però va ser vençut prop de Pol·lència (6 d'abril de 402) i després a Verona. Probablement el general romà Estilicó va negociar amb Alaric la seva ajuda contra altres bàrbars com Radagais, i es creu que li va ser oferta la confirmació com Magister militum i governador d'Il·líria, amb uns límits que entraven en contradicció amb les reivindicacions territorials d'Orient.
El partit nacionalista romà, potser instigat pel govern de Constantinoble, va acusar Estilicó de preparar l'entrega de l'imperi a Alaric i va ordir un complot. Va esclatar una revolta de tropes que va obligar Estilicó a refugiar-se en una església, però fou assassinat en el moment de sortir (després de prometre que li salvaria la vida si sortia) per Olimp, sota ordres de l'emperador Honori (23 d'agost de 408). Alaric va tornar a Itàlia i va obtenir noves concessions d'Honori que s'havia establert a Ravenna, però una vegada es van retirar els visigots, Honori no va mantenir les seves promeses. Els visigots van marxar cap a Roma i van donar suport a la proclamació d'un usurpador anomenat Prisc Àtal (409), que era d'origen joni i probablement arrià, el qual va concedir a Alaric el títol de Magister militum .
Però Àtal no va voler - o no va poder - complir les seves promeses i el rei visigot va tornar a Roma, va deposar l'usurpador (14 d'agost de 410) i els seus homes van saquejar la Ciutat Eterna durant tres dies. Després d'això la van abandonar emportant-se amb ells Àtal i Gal·la Placídia, germana d'Honori. De Roma van passar al sud devastant Campània, Pulla i Calàbria. Alaric va morir en el lloc de Cosenza (410) i va succeir el seu cunyat Ataülf. Aquest va pactar amb Honori la sortida d'Itàlia a canvi de la concessió del govern de les Gàl·lies (territoris que escapaven del control de Roma, ja que s'havien sotmès a Constantí).
Els visigots sota Ataülf van deixar Itàlia (412) i anaren al sud de la Gàl·lia i al nord d'Hispània.
Les llargues i complexes lluites d'Ataülf per dominar el sud de les Gàl·lies li van ocupar diversos anys (411 a 414). Al 414, el rei Ataülf, que després d'una aliança amb Honori i amb el Magister militum Constanci havia tornat a actuar pel seu compte, es va casar amb Gal·la Placídia, germana d'Honori. Constanci va ser enviat a la zona i els visigots van ser derrotats a Narbona. Constanci va aconseguir desviar Ataülf cap a Hispània (fet que li permetia conservar el sud de la Gàl·lia), i els visigots van entrar a la Tarraconense el 415. Al 416 Ataülf va proposar una aliança amb l'Imperi Romà, en nom del qual s'encarregaria de combatre els sueus, alans, vàndals asdings i silinges que ocupaven les províncies d'Hispània. Per aquest motiu, Ataülf es va traslladar a Bàrcino (415 o 416), però allà va ser assassinat per l'esclau dubius, qui se creu que és instigat pel seu successor Sigeric o bé pel noble Barnolf, suposat amant de Gala Placídia.

Territori del regne visigot sota el comandament d'Alaric II

La cúspide del poder visigot va ser assolida durant el regnat d'Euric (466 -84), que va completar la conquesta d'Hispània. El 507, Alaric II va ser derrotat en la batalla de Vouillé pels francs sota Clodoveu I, que va perdre totes les seves possessions al nord dels Pirineus. Toledo va ser declarada la nova capital visigòtica, i la història dels visigots es va convertir essencialment en la història d'Hispània.
El Regne Visigot va ser debilitat per les guerres amb els francs i els bascos i la penetració romana d'Orient al sud de l'actual Espanya. El regne va recobrar el seu vigor al final de la sisena centúria sota Leovigild i Recared. La conversió d'aquests dos reis al catolicisme va facilitar la fusió de les poblacions visigoda i hispanoromana. El rei Recesvint va imposar (cap al 654) la llei visigòtica comuna a tots dos súbdits gots i romans, que fins aleshores havien viscut sota diferents codis legals. Els Concilis de Toledo es van convertir en la força principal de l'estat visigot, a conseqüència del debilitament de la monarquia.
El rei Wamba, successor de Recesvint, va ser deposat per una guerra civil, que després es va tornar en una contesa generalitzada a tot el regne. Quan l'últim rei, Roderic, va arribar al tron, els seus rivals és advocar 
 el líder musulmà Tàriq Ibn Ziyad, que, amb la seva victòria (711) en una batalla prop de Medina Sidonia, va acabar amb el Regne Visigot i inaugura el període islàmic a la història d'Espanya.

#### Regne ostrogot

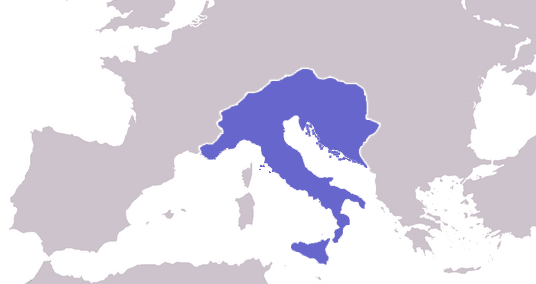
Regne ostrogot a Itàlia.

El regne ostrogot va ser fundat per Teodoric sobre la península Itàlica després de matar Odoacre i deposar el seu fill Ròmul Augústul. Teodoric va organitzar el regne per la seva força militar, la seva habilitat política i per la seva sàvia prudència amb què va interpretar la situació dels altres regnes.
Al 488, Teodoric conquista la península Itàlica per ordre de l'emperador d'orient Zenó, de manera que se'l tragué de la rodalia de Constantinoble, on les seves tropes ja havien mostrat la seva força. A la península governava Odoacre, que el 476 havia destronat l'últim emperador romà d'Occident, Ròmul Augústul. El 493, Teodoric va conquerir Ravenna, lloc on va morir Odoacre en mans de Teodoric en persona. El poder dels ostrogots estava en aquell moment en el seu cim a Itàlia, Sicília, Dalmàcia i en les terres al nord d'Itàlia. Al moment d'aquesta reconquesta, els ostrogots i els visigots van començar a col·laborar i aquesta col·laboració es va estrènyer amb el temps fent d'ostrogots i visigots una sola nació. El poder de Teodoric es va estendre sobre gran part de Gàl·lia i Hispània en esdevenir regent del regne visigot de Tolosa.
Amb la mort del rei visigot Alaric II, gendre de Teodoric, en la batalla de Vouillé contra els francs de Clodoveu I, el rei ostrogot assumeix la tutoria del seu net Amalaric i es reserva el domini sobre la totalitat d'Hispània i sobre una part de Gàl·lia. Tolosa passa a mans dels francs, però els gots dominen Narbona i la Septimània: aquesta regió va ser l'última part de Gàl·lia, que encara els Gots van dominar, i durant molts anys ella va ser coneguda com a Gòtia. Al 526, ostrogots i visigots es van escindir una vegada més. Alguns exemples en els quals encara es veu que estan d'acord són els assumptes espaiats i sense importància real. Amalaric va heretar el regne visigot a Hispània i en Septimània. Es va afegir la Provença al domini del nou rei ostrogot, Atalaric, net de Teodoric per part de la seva mare Amalasunta.
Cap dels dos sobirans va poder liquidar els conflictes que van sobrevenir en el si de les elits godes. Teodat, cosí d'Amalasunta i nebot de Teodoric per part de la germana d'aquest últim, el va succeir després d'haver-los assassinat cruelment. No obstant això, aquesta usurpació desencadenaria grans matances encara. Tres reis gots es van succeir en el tron a l'espai de cinc anys. La debilitat de la posició dels ostrogots a Itàlia es va mostrar llavors amb tota evidència. L'emperador romà d'Orient Justinià I sempre s'havia esforçat, en la mesura possible, per restaurar el poder imperial sobre la totalitat de l'extensió del Mediterrani, no va deixar escapar aquesta ocasió per actuar. El 535, va encarregar al seu millor general, amic i amant, Belisari, atacar els ostrogots. Aquest va envair Sicília ràpidament i va desembarcar a Itàlia, on va prendre Nàpols, i després Roma al 536. Després va marxar cap al nord i va prendre Mediolanum (Milà) i Ravenna, la capital dels ostrogots, al 540. És llavors quan Justinià va oferir als gots un generós acord, una mica massa generós a ulls de Belisari: el dret de mantenir un regne independent al nord-oest d'Itàlia, però amb la condició que el compensessin amb un tribut consistent en la meitat del seu tresor per l'imperi. Els ostrogots ho van acceptar.
Després d'una invasió persa a l'Imperi Romà d'Orient, Belisari va poder tornar a Itàlia i es va trobar en una situació considerablement canviada: ERAR havia estat assassinat i la facció proromana de l'elit goda, derrocada.

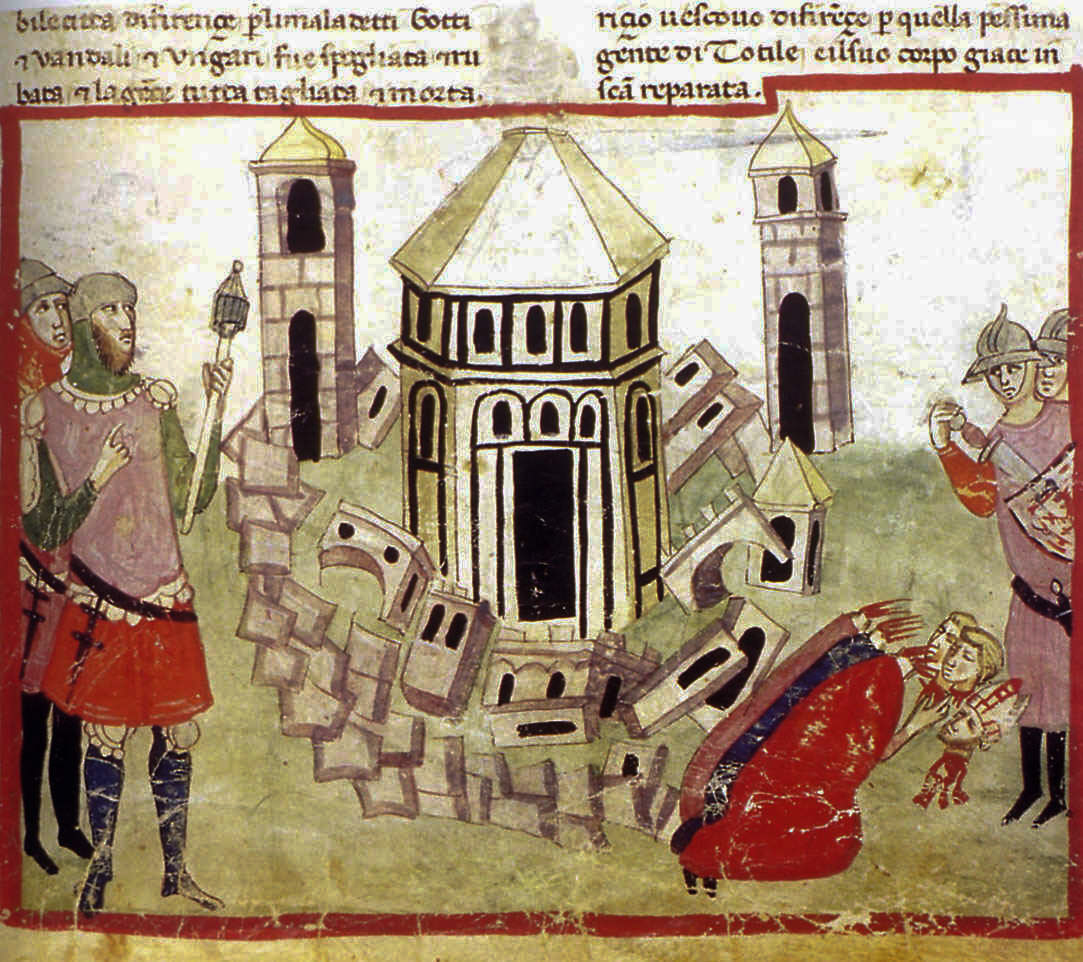
Tòtila destruint les muralles de Florència.

L'any 541, els ostrogots van triar Tòtila com a nou cap; aquest got "nacionalista", brillant general, havia recuperat tota la Itàlia del Nord i expulsat els romans d'Orient de Roma. Belisari, llavors, va tornar a prendre l'ofensiva: va enganyar Tòtila per reprendre Roma, però va perdre de nou la ciutat després que Justinià I, gelós i temorós del seu poder, li va tallar l'aprovisionament i els reforços. El general, envellit, es va veure, llavors, obligat a assegurar la defensa pels seus propis mitjans. El 548, Justinià I el va reemplaçar pel general eunuc Narses, en qui tenia més confiança. Narses no decebé l'emperador Justinià. Tòtila va ser salvatgement assassinat després de la batalla de Tagines el juliol de 552, i els seus partidaris Teia, Aligern, Escipuarn i Gibal van ser morts o es van rendir després de la batalla del Mont Lactari l'octubre de 552 o 553.
Widhin, el darrer cap del qual es té testimoni de l'armada gòtica es va revoltar a mitjans del s. VI amb una ajuda militar mínima de francs i alamans. La revolta no va tenir conseqüències: els ostrogots es van revoltar a Verona i a Brèscia, però la revolta va acabar amb la captura del seu cap, al 561. Finalment, Widhin va ser conduït per ser executat allà al 561 o 562. A Ravenna sobrevisqué una minoria goda, sotmesa als romans d'Orient i convertida al cristianisme.

### Llombards
L'any 568, a tres anys de la mort de Justinià I, una nova onada de germànics provinents de Pannònia, els llombards s, es van propagar per Itàlia septentrional. Sota la conducció de Alboí, van conquerir Aquileia, Verona, Milà i Pavia per a després avançar en Spoleto i Benevent. Després de la mort d'Alboí al 572, assassinat pel seu successor Clefi, va seguir un període d'anarquia que va concloure amb l'elecció del fill de Clefi, Aulari, que es va esforçar per sotmetre els ducs llombards a la seva autoritat i fer noves conquestes. Les seves obres van ser continuades pels seus descendents, fins que amb Liutprand els llombards van arribar a les portes de Roma. Més tard, el rei Aistulf de Friül va decidir envair els Estats Pontificis. Però el Papa Esteve II va demanar ajuda al rei franc Pipí el Breu, que va baixar a Itàlia i va obligar Aistulf a abandonar els seus plans expansionistes. Carlemany, el fill de Pipí, va acabar amb el regne llombard després de vèncer Desideri d'Ístria a Pavia el 774.

### França en època merovíngia
França, com a terme en llatí, designa el territori geogràfic dels francs, que estableix els limes de l'Imperi Romà, van aprofitar la decadència de l'autoritat romana durant el segle v, per expandir-se en la Gàl·lia romana. D'entre tots els pobles francs, els merovingis encapçalats per Clodoveu I van aconseguir eliminar tota competència i assegurar el domini de la seva dinastia sobre els territoris dels francs no romanitzats, sobre les romanes Dioecesis Viennensis i Dioecesis Galliarum, ocupant els territoris dels visigots i burgundis, i sobre part de territoris alemanys no romanitzats com Alemanya, Turíngia o Baviera, de manera que s'haurien establert sobre els territoris de països actuals com França, Bèlgica, Països Baixos, Luxemburg, oest d'Alemanya o Suïssa.

### Danelaw
També anomenat Danelagh, tal com resta definit en la Crònica anglosaxona, és el nom que va rebre una part de la Gran Bretanya on s'aplicava la llei (law) dels danesos (Dane), això és dels invasors vikings danesos (i en part també noruecs), i on aquesta llei va substituir la dels anglosaxons. Els historiadors moderns han donat a aquest terme un sentit geogràfic: el Danelaw s'estenia al nord i a l'est d'Anglaterra.
El terme Danelaw descriu igualment el conjunt de condicions i de definicions legals creades arran dels tractats signats entre el rei anglès Alfred el Gran i el rei danès Guthrum el Vell, establerts després de la derrota d'aquest darrer a Ethandun, l'any 878. L'any 886, el tractat entre Alfred i Guthrum va restar formalitzat i s'establí la frontera entre tots dos regnes, amb unes clàusules que preveien unes relacions pacífiques entre anglosaxons i vikings.

## Bàrbars?
| «                                 | Els bàrbars s'escampen furiosos ... i el flagell de la pesta no causa menys estralls, el tirànic exactor roba i el soldat saqueja les riqueses i les vitualles amagades a les ciutats; regna una fam tan espantosa, que obligat per ella, el gènere humà devora carn humana, i fins a les mares maten als seus fills i couen els seus cossos per alimentar-se amb ells. Les feres aficionades als cadàvers dels morts per l'espasa, per la fam i per la pesta, destrossen fins als homes més forts, i encebant-se en els seus membres, s'acarnissen cada vegada més per destrucció del gènere humà. D'aquesta sort, exacerbades en tot l'orbe les quatre plagues: el ferro, la fam, la pesta i les feres, s'acompleixen les prediccions que va fer el Senyor per boca dels seus profetes. Assolades les províncies... per la referida major crueltat de les plagues, els bàrbars, resolts per la misericòrdia del Senyor a fer la pau, es reparteixen a sorts les regions de les províncies per establir-se a elles. | » |
| — Hidaci, Chronicon (cap al 468). | |   |

El text es refereix concretament a Hispània i les seves províncies, i els bàrbars esmentats són específicament els sueus, vàndals i alans, que al 406 havien creuat els limes del Rin (inhabitual gelat) a l'altura de Magúncia i al voltant de 409 havien arribat a la península Ibèrica, però la imatge és equivalent en altres moments i llocs que el mateix autor explica, del període entre el 379 i el 468.
Mentre els germans percebien amb admiració els romans, al seu torn eren percebuts per aquests amb una barreja de menyspreu, temor i esperança (retrospectivament plasmats en l'influent poema Esperant els bàrbars de Konstandinos Kavafis), i fins i tot se'ls va atribuir un paper justicier (tot i que involuntari) des d'un punt de vista providencialista per part dels autors cristians romans (Orosi i Sant Agustí). La denominació de bàrbars (βάρβαρος) prové de l'onomatopeia bar-bar amb què els grecs es burlaven dels estrangers no hel·lènics, i que els romans-bàrbars ells mateixos, encara que hel·lenitzats-utilitzar des de la seva pròpia perspectiva. La denominació invasions bàrbares va ser rebutjada pels historiadors alemanys del segle xix, moment en què el terme barbàrie designava per les naixents ciències socials un estadi de desenvolupament cultural inferior a la civilització i superior al salvatgisme. Preferir encunyar un nou terme: Völkerwanderung ("migració de pobles"), menys violent que invasions, al suggerir el desplaçament complet d'un poble amb les seves institucions i cultura, i més general fins i tot que invasions germàniques, en incloure a huns, eslaus i altres.

## Les transformacions en el món romà

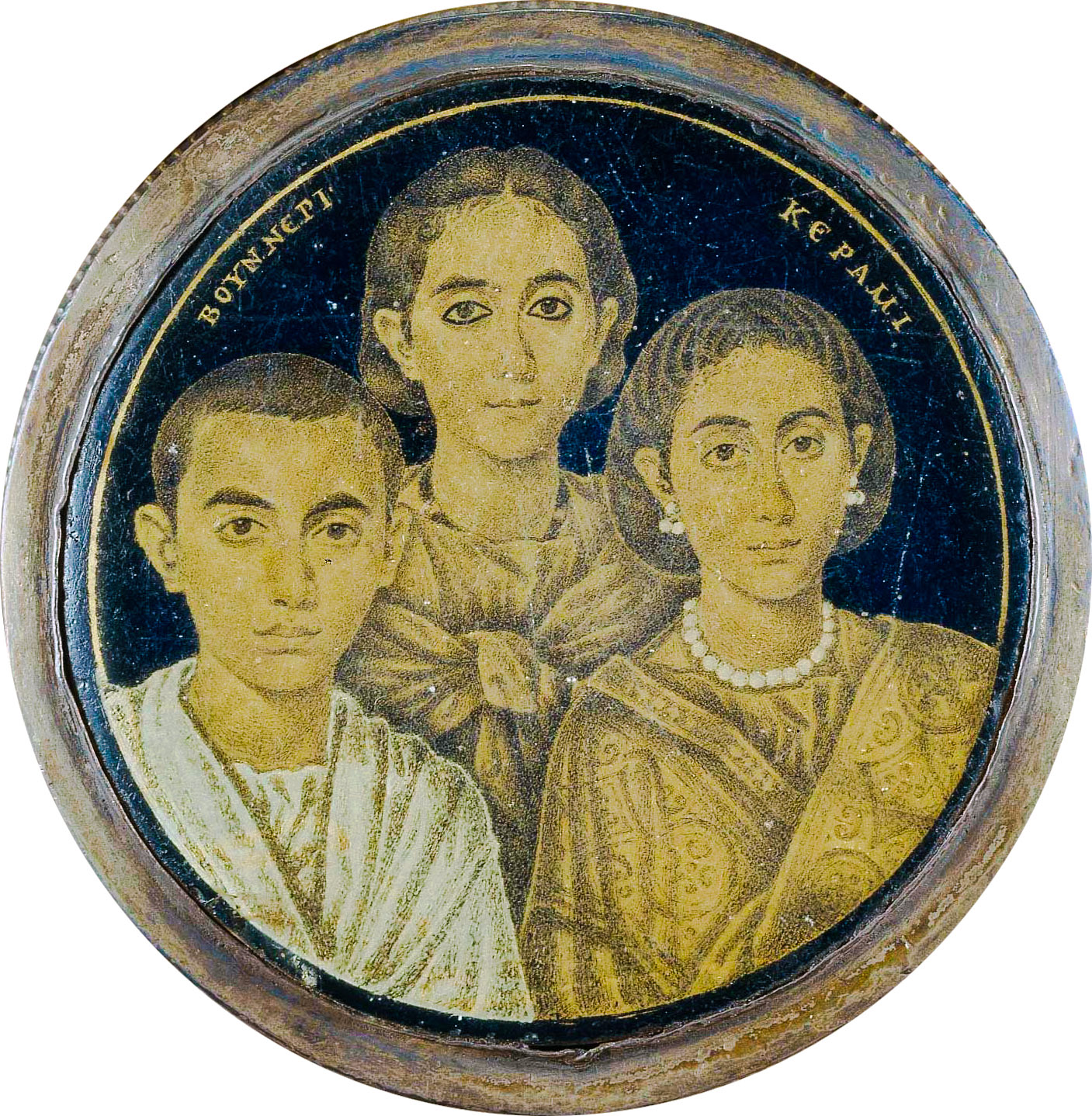
Gal·la Placídia i els seus fills, Valentinià III i Justa Grata Honòria (Brescia, Museu de Santa Giulia).

L'Imperi Romà havia passat per invasions externes i terribles guerres civils al passat, però a finals del segle iv, aparentment, la situació estava sota control. Feia escàs temps que Teodosi havia aconseguit novament unificar sota un sol centre les dues meitats de l'Imperi (392) i establert una nova religió d'estat, amb el Primer Concili de Nicea (325) i l'Edicte de Tessalònica (380), amb la consegüent persecució dels tradicionals cultes pagans i les heterodòxies cristianes. El clergat cristià, convertit en una jerarquia de poder, justificava ideològicament a un Imperium Romanum christianum i a la dinastia teodosiana com havia començat a fer ja amb la Constantiniana des de l'Edicte de Milà (313).
El govern de Teodosi havia encarrilat els afanys de protagonisme polític dels més rics i influents senadors romans i de les províncies occidentals. A més, la dinastia havia sabut canalitzar acords amb la poderosa aristocràcia militar, en la qual es van enrolar nobles germànics que acudien al servei de l'imperi al capdavant de soldats units per llaços de fidelitat cap a ells. Al morir al 395, Teodosi va confiar el govern d'Occident i la protecció del seu jove hereu Honori, el general Estilicó, primogènit d'un noble oficial vàndal que havia contret matrimoni amb Flavia Serena, neboda del mateix Teodosi. No obstant això, quan en el 455 va morir assassinat Valentinià III, net de Teodosi, una bona part dels descendents d'aquells nobles occidentals (nobilissimus, clarissimus) que tant havien confiat en les destinacions de l'Imperi van semblar ja desconfiar d'aquest, sobretot quan en el curs de dos decennis s'havien pogut adonar que el govern imperial reclòs a Ravenna era cada vegada més presa dels exclusius interessos i intrigues d'un petit grup d'alts oficials l'exèrcit itàlic. Molts d'aquests eren d'origen germànic i cada vegada confiaven més en les forces dels seus seguicis armats de soldats convencionals i en els pactes i aliances familiars que poguessin tenir amb altres caps germànics instal·lats en sòl imperial juntament amb els seus propis pobles, que desenvolupaven cada vegada més una política autònoma. La necessitat d'acomodar-se a la nova situació va quedar evidenciada amb el destí de Gal·la Placídia, princesa imperial ostatge dels mateixos saquejadors de Roma -el visigot Alaric I i el seu cosí Ataülf, amb qui finalment es va casar-, o amb el de Honòria, filla de l'anterior -en segones núpcies amb l'emperador Constanci III- que va optar per oferir-se com a dona al mateix Àtila enfrontant al seu propi germà Valentinià.

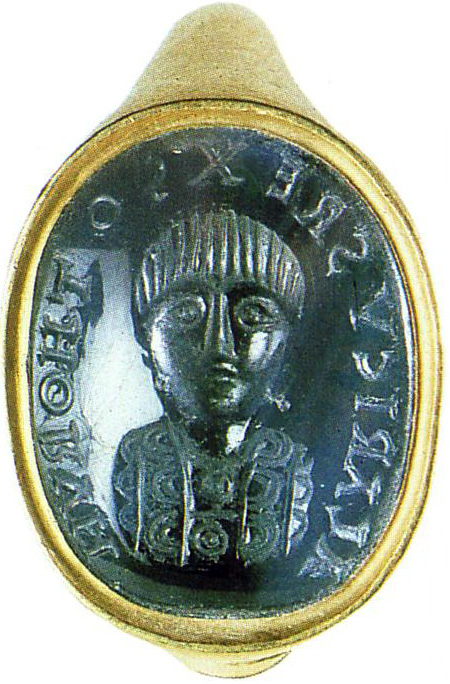
Alaricus rex Gothorum, segell d'Alaric II, rei visigot.

Les necessitats de mantenir una posició de predomini social i econòmic a les seves regions d'origen, reduïts els seus patrimonis fundiaris a dimensions provincials, i ambicionat un protagonisme polític propi del seu llinatge i de la seva cultura, els honestiores (honestos), representants de les aristocràcies tardoromanes occidentals, haurien acabat per acceptar els avantatges d'admetre la legitimitat del govern d'aquests reis germànics, ja molt romanitzats, assentats en les seves províncies. Al cap i a la fi, aquests, al capdavant dels seus soldats, podien oferir bastant més seguretat que l'exèrcit dels emperadors de Ravenna. A més a més, l'avituallament d'aquestes tropes resultava bastant menys onerós que el de les imperials, per basar-se en bona part en seguicis armats dependents de la noblesa germànica i alimentats a càrrec del patrimoni fundiari provincial de la qual aquesta ja feia temps que s'havia apropiat. Fou menys costós tant per als aristòcrates provincials com també per als grups de humiliores és (humils) que s'agrupaven jeràrquicament entorn d'aquests aristòcrates, i que, en definitiva, eren els quals havien suportat el màxim pes de la dura fiscalitat tardoromana. Les noves monarquiess, més febles i descentralitzades que el vell poder imperial, estaven també més disposades a compartir el poder amb les aristocràcies provincials, i més quan el poder d'aquests monarques estava molt limitat en el si mateix de la seva gent per una noblesa basada en els seus seguicis armats, des de la seva no gaire llunyà origen en les assemblees de guerrers lliures, dels que no deixaven de ser primus inter pares.
Però aquesta metamorfosi de l'Occident romà a romà-germànic no havia estat conseqüència d'una inevitabilitat clarament evidenciada des d'un principi, sinó que, per contra, el camí havia estat dur, zigzaguejant, amb assaigs d'altres solucions, i amb moments en què semblava que tot podia tornar a ser com abans. Així va passar durant tot el segle v, i en algunes regions també al segle vi com a conseqüència, entre altres coses, de l'anomenada renovatio imperii o Reconquesta de Justinià.

## Institucions

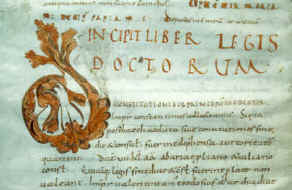
Breviari d'Alaric, en un manuscrit del.

La monarquia germànica era originàriament una institució estrictament temporal, vinculada estretament al prestigi personal del rei, que no passava de ser un primus inter pares (primer entre iguals), que l'assemblea de guerrers lliures triava (monarquia electiva), normalment, per a una expedició militar concreta o per a una missió específica. Les migracions a què es van veure sotmesos els pobles germànics des del segle iii fins al segle v - encaixonats entre la pressió dels huns a l'est i la resistència del limes romà al sud i oest - va ser enfortint la figura del rei, alhora que s'entrava en contacte, cada vegada més, amb les institucions polítiques romanes, que s'acostumaven a la idea d'un poder polític molt més centralitzat i concentrat en la persona de l'emperador romà. La monarquia es va vincular a les persones dels reis de forma vitalícia, i la tendència era de fer-se monarquia hereditària, ja que els reis - igual que havien fet els emperadors romans- procuraven assegurar l'elecció del seu successor, la major part de les vegades encara en vida i associant-los al tron. El fet que el candidat fos el primogènit home no era una necessitat, però es va acabar imposant com una conseqüència òbvia, el que també era imitat per les altres famílies de guerrers, enriquits per la possessió de terres i convertits en llinatges nobiliaris que és emparentada amb l'antiga noblesa romana, en un procés que pot denominar feudalització. Amb el temps, la monarquia és patrimonialitzada, permetent fins i tot la divisió del regne entre els fills del rei.
El respecte a la figura del rei es va reforçar mitjançant la sacralització de la seva presa de possessió (unció amb els sagrats olis per part de les autoritats religioses i ús d'elements distintius com l'orbe, el ceptre i la corona, en el transcurs d'una elaborada cerimònia: la coronació) i l'addició de funcions religioses (presidència de concilis nacionals, com els Concilis de Toledo) i taumatúrgiques -toc real dels reis de França per a la cura de l'escròfula-. El problema se suscitava quan arribava el moment de justificar la deposició d'un rei i la seva substitució per un altre que no fos el seu successor natural. Els últims merovingis no governaven per si mateixos, sinó mitjançant els càrrecs de la seva cort, entre els quals destacava el majordom de palau. Únicament després de la victòria contra els invasors musulmans en la batalla de Poitiers el majordom Carles Martell es va veure justificat per argumentar que la legitimitat d'exercici li donava mèrits suficients per a fundar ell mateix la seva pròpia dinastia: la carolíngia. En altres ocasions, es recorria a solucions més imaginatives -com forçar la tonsura-tall eclesiàstic del pèl-del rei visigot Wamba per incapacitar-.
Els problemes de convivència entre les minories alemanyes i les majories locals (hispano-romans, galo-romans, etc.) Van ser solucionats amb més eficàcia pels regnes amb més projecció en el temps dels visigots i dels francs a través de la fusió, permetent els matrimonis mixts, unificant la legislació i realitzant la conversió al catolicisme davant la religió originària, que en molts casos ja no era el paganisme tradicional germànic, sinó l'cristianisme arrià adquirit en el seu pas per l'Imperi Oriental.
Algunes característiques pròpies de les institucions alemanyes es van conservar: una d'elles el predomini del dret consuetudinari sobre el dret escrit propi del dret romà. No obstant això, els regnes germànics van realitzar algunes codificacions legislatives, amb més o menys influència del dret romà o de les tradicions germàniques, redactades en llatí a partir del segle v (lleis teodoricianes, edicte de Teodoric, Codi d'Euric, Breviari d'Alaric). El primer codi escrit en llengua germànica va ser el del rei Ethelbert de Kent, el primer dels anglosaxons en convertir-se al cristianisme (començament del segle vi). El visigòtic Liber Iudicorum (Recesvint, 654) i la Llei Sàlica franca (Clodoveu I, 507-511) van mantenir una vigència molt prolongada per la seva consideració com a fonts del dret a les monarquies medievals i de l'Antic Règim.

### La cristiandat llatina i els bàrbars

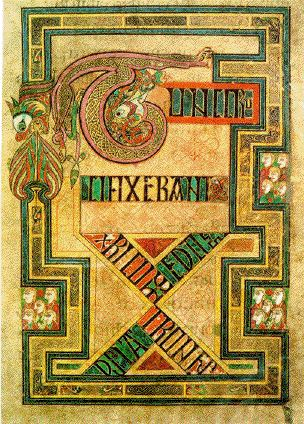
Llibre de Kells o Evangelari de Sant Columba, art hiverna-saxó o Irlanda-saxó.

L'expansió del cristianisme entre els bàrbars, l'assentament de l'autoritat episcopal a les ciutats i del monacat als àmbits rurals, va constituir una poderosa força fusió de cultures i va ajudar a assegurar que molts trets del món grecoromà, com el dret romà i el llatí, perviuen en la meitat occidental de l'imperi, i fins i tot, s'expandís per Europa central i septentrional. Els francs es van convertir al catolicisme durant el regnat de Clodoveu I (496 o 499) i, a partir de llavors, van expandir el cristianisme entre els alemanys de l'altre costat del Rin. Els sueus, que s'havien fet cristians arrians amb Remismund (459-469), es van convertir al catolicisme amb Teodomir (559-570) per les predicacions de Martí de Braga. En aquest procés s'havien avançat als mateixos visigots, que havien estat cristianitzats prèviament a l'Orient en la versió arriana -al segle iv-, i van mantenir durant segle i mig la diferència religiosa amb els catòlics hispanoromans, fins i tot, amb lluites internes dins de la classe dominant goda; com va demostrar la revolta i mort de sant Hermenegild (581-585), fill del rei Leovigild). La conversió al catolicisme de Recared (589) va marcar el començament de la fusió d'ambdues societats, i de la protecció règia al clergat catòlic, visualitzada en els Concilis de Toledo (presidits pel mateix rei). Els anys següents van veure un veritable renaixement visigot amb figures de la influència d'Isidor de Sevilla i els seus germans Leandre, Fulgenci i Florentina, els quatre sants de Cartagena , de gran repercussió en la resta d'Europa i en els futurs regnes cristians de la Reconquesta. Els ostrogots, en canvi, no van disposar de temps suficient per realitzar la mateixa evolució en Itialia. No obstant això, del grau de convivència amb el papat i els intel·lectuals catòlics va ser mostra que els reis ostrogots els elevaven als càrrecs de major confiança (Boeci i Cassiodor, ambdós magister officiorum amb Teodoric el Gran), encara que també del vulnerable de la seva situació (executat el primer -523 - i apartat pels romans d'Orient el segon -538 -). Els seus successors en el domini d'Itàlia, els també arrians llombards, tampoc van arribar a experimentar la integració amb la població catòlica sotmesa, i les seves divisions internes van fer que la conversió al catolicisme del rei Agilulf (603) no arribés a tenir grans conseqüències.
El cristianisme va ser portat a Irlanda per sant Patrici a principis del segle v, i des d'allà es va estendre a Escòcia, des d'on un segle més tard, va tornar per la zona nord a una Anglaterra abandonada pels cristians Briton, als pagans pictes i escots (procedents del nord de Gran Bretanya) i als també pagans germànics procedents del continent (angles, saxons i juts). A finals del segle vi, amb el Papa Gregori el Gran, també Roma va enviar missioners a Anglaterra des del sud, de manera que es va aconseguir que en el transcurs d'un segle Anglaterra tornés a ser cristiana.
Al seu torn, els Britons havien iniciat una emigració per via marítima cap a la península de Bretanya, arribant fins i tot a llocs tan llunyans com la costa cantàbrica -entre Galícia i Astúries-, on van fundar la diòcesi de Britonia. Aquesta tradició cristiana es distingia per l'ús de la tonsura cèltica o escocesa, que rapava la part frontal del pèl en comptes de la  coroneta .
La supervivència a Irlanda d'una comunitat cristiana aïllada d'Europa per la barrera pagana dels anglosaxons, va provocar una evolució diferent del cristianisme continental, el que s'ha anomenat cristianisme celta. Conservant molt de l'antiga tradició llatina, van estar en condicions de compartir-la amb Europa continental, i l'onada invasora es va calmar temporalment. Després de la seva extensió a Anglaterra al segle vi, els irlandesos van fundar al segle vii monestirs a França, a Suïssa (Abadia de Sankt Gallen), i fins i tot, a Itàlia, destacant -particularment- els noms de Columba i Columbà. Les illes britàniques van ser -durant uns tres segles- el viver d'importants noms per a la cultura: l'historiador Beda «el Venerable», el missioner Bonifaci de Fulda, l'educador Alcuí de York, o el teòleg Joan Escot Eriúgena, entre d'altres. Tal influència arriba fins a l'atribució de llegendes com la de santa Úrsula de Colònia i les Onze Mil Verges, bretona, que hauria efectuat un extraordinari viatge entre Britànnia i Roma per acabar martiritzada a Colònia.